# كلوديا بالاسيوس
كلوديا بالاسيوس (بالإسبانية: Claudia Palacios)‏ هي كاتِبة ومذيعة أخبار وصحفية كولومبية، ولدت في 1 أكتوبر 1977 في كالي في كولومبيا.